# 람부탄
람부탄(Rambutan, 학명: Nephelium lappaceum)는 동남아시아 원산의 무환자나무과에 속하는 중대형의 열대 과일이다. 인도네시아어에서 rambut는 "머리"를 의미하며, 그 접미사 - an (~ 것)에 "머리 (난) 것"이라는 어원을 가지고 있다.

## 분포
동남아시아에서 가장 흔한 과일로 열대 지역에서 재배되고 있다. 아프리카, 인도, 인도네시아, 카리브해 제도, 캄보디아, 스리랑카, 중미, 필리핀, 말레이시아 등 넓은 지역, 많은 나라들이 재배를 하고 있다. 상업적으로는 태국이 최대의 생산국이다. 동남아시아 밖에서 람부탄 생산은 호주에서 증가하고 있으며, 하와이는 1997년에 3대 열대 과일 속에 들어 있다. 과일은 빨간색, 분홍색 또는 황색이 있고, 길이는 3~5 cm이며, 하나의 씨앗 줄기에서 점점 자라서 투명한 과즙이 많이 나는 감미로운 육질 부분이 딱딱한 겉껍질에 싸여 있다. 열매는 그대로 팔리기도 하지만, 잼, 젤리, 통조림 등으로도 가공되어 판매된다. 씨도 익혀서 먹을 수 있다. 람부탄은 상록수 과실이므로 과즙이 풍부하고, 빨갛게 익어갈 때는 녹색 잎의 대비되어 아름다운 경관을 연출한다.

## 같이 보기
- 포몰로지